# Bruno Valentin (Mediziner)

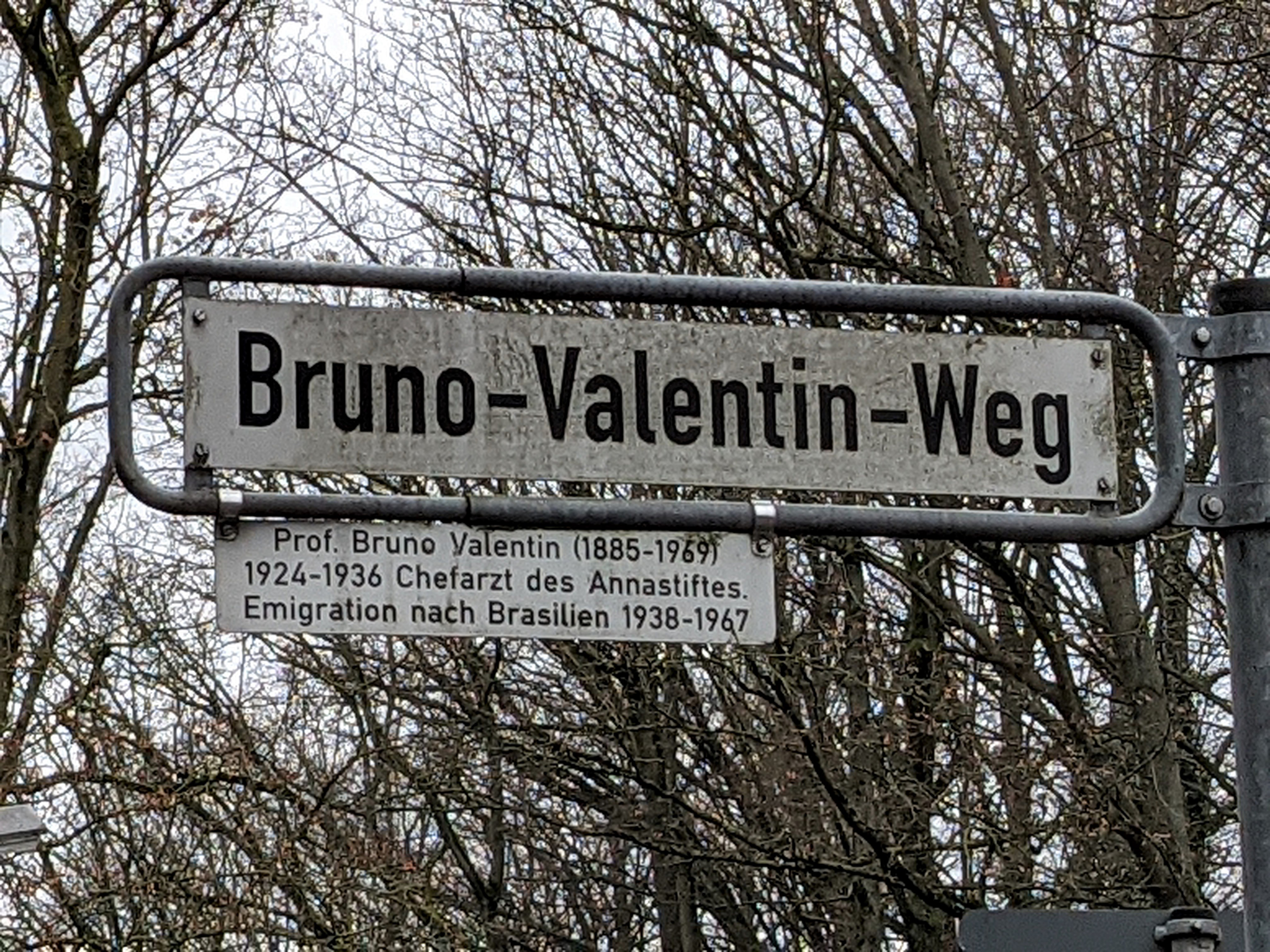
Straßenschild Bruno-Valentin-Weg mit Legendentafel in Hannover-Kleefeld

Bruno Valentin (* 20. September 1885 in Berlin; † 15. Oktober 1969 in Hannover) war ein deutsch-brasilianischer Orthopäde, Hochschullehrer und Medizinhistoriker.

## Leben
Bruno Valentin, der Sohn des jüdischen Großkaufmanns Heinrich Valentin (1841–1925) und der Helene geborene Mannheimer (1850–1928), legte sein Abitur 1904 am Königstädtischen Gymnasium in Berlin ab. Anschließend widmete er sich dem Studium der Medizin an den Universitäten Berlin und Würzburg, 1909 absolvierte er in Würzburg das ärztliche Examen und erhielt die Approbation als Arzt, 1910 wurde er bei Eugen Enderlen zum Dr. med. promoviert.
Valentin begann seine berufliche Karriere 1909 als Assistenzarzt bei Moritz Borchardt am Rudolf-Virchow-Krankenhaus in Berlin-Wedding. 1911 hatte er bei Georg Joachimsthal an der Orthopädischen Poliklinik der Berliner Charité gearbeitet. Nach dem Ersten Weltkrieg, an dem er als Arzt teilgenommen hatte, trat er 1919 die Stelle eines Assistenzarztes an der Universitätsklinik für Orthopädische Chirurgie in Frankfurt/Main an, dort habilitierte er sich 1922. Im gleichen Jahr wechselte er als Hilfsassistent von Eugen Enderlen sowie Privatdozent an die Chirurgische Universitätsklinik nach Heidelberg, dort wurde er 1924 zum nichtbeamteten außerordentlichen Professor der Chirurgie befördert. Zwischenzeitlich war er 1923 als Austauschassistent an der Chirurgischen Universitätsklinik Utrecht tätig. Ende 1924 wurde er als Nachfolger Peter Bades zum Chefarzt am Annastift und Landeskrüppelarzt der Provinz Hannover bestellt. Zusätzlich lehrte er als Privatdozent, seit 1930 als nichtbeamteter außerordentlicher Professor an der Tierärztlichen Hochschule Hannover.
Auf Druck der Nationalsozialisten 1936 entlassen, emigrierte er 1938 nach Brasilien, dort lebte er in Rio de Janeiro. Bruno Valentin, der inzwischen die brasilianische Staatsbürgerschaft erworben hatte, kehrte 1967 nach Deutschland zurück. Bruno Valentin war seit 1911 mit Martha geborene Hellmann, mit der er zwei Kinder hatte, verheiratet. Er starb 1969 84-jährig in Hannover.
Bruno Valentin, der Mitgliedschaften in der Deutschen Gesellschaft für Chirurgie, der Deutschen Orthopädischen Gesellschaft, der Deutschen Gesellschaft für Krüppelfürsorge, der Internationalen Gesellschaft für Orthopädische Chirurgie sowie seit 1962 in der Deutschen Akademie der Naturforscher Leopoldina, innehatte, trat als Verfasser bedeutender Fachpublikationen hervor. Bruno Valentin erhielt unter anderem das König Ludwig-Kreuz, die Ehrendoktorwürde der Medizin durch die medizinische Fakultät der Universität Tübingen und 1965 das Große Bundesverdienstkreuz verliehen.
Bruno Valentin wurde auf dem Stadtteilfriedhof Nackenberg in Hannover bestattet, sollte aber ursprünglich auf dem städtischen Friedhof Seelhorst beigesetzt werden.
Valtentins Bibliothek samt Katalog und Forschungskartei hatte er dem ehemaligen Orthopädischen Museum in Würzburg hinterlassen.

## Bruno-Valentin-Weg
Posthum wurde im Jahr 2003 ein Weg im Hermann-Löns-Park in Hannover, nahe seiner früheren Wirkungsstätte Annastift, nach dem Orthopäden benannt.

## Veröffentlichungen (Auswahl)
- Beiträge und Bemerkungen zur Prostatectomia transvesicalis suprapubica. Dissertation. Meixner, Würzburg 1910.
- Orthopädie vor 100 Jahren: die orthopädischen Institute als Vorläufer der heutigen Krüppelheime. F. Enke, Stuttgart 1935.
- mit Paul Diepgen: Die Geschichte des Gipsverbandes. F. Enke, Stuttgart 1956.
- Geschichte der Orthopädie. G. Thieme, Stuttgart 1961.
- Geschichte der Fusspflege. Pedicurie, Chiropodie, Podologie. G. Thieme, Stuttgart 1966.

## Archivalien
Archivalien von und über Bruno Valentin finden sich beispielsweise
- im Jüdischen Museum Berlin als „Ahnentafel von Prof. Dr. Bruno Valentin (1885–1969), eingesandt bei der Gesellschaft für jüdische Familienforschung“ aus der Zeit um 1936 bis 1941, mit einer Auflistung der Vorfahren, Inventar-Nummer 2000/505/32[4]
- Bruno Valentin: Chronik 1924–1936. Manuskript im Besitz von Hedi Lattey, Kanada[5]